# 冕宁飞蛾藤
冕宁飞蛾藤（学名：Porana dinetoides var. mienningensis）是旋花科飞蛾藤属蒙自飞蛾藤的变种。分布在中国大陆的四川等地，生长于海拔1,420米的地区，多生于山谷，目前尚未由人工引种栽培。